# Adam Kout
Adam Kout (ur. 5 kwietnia 1990 roku w Brandýsie nad Labem-Starej Boleslavi) – czeski kierowca wyścigowy.

## Kariera
Kout rozpoczął karierę w wyścigach samochodowych w 2007 roku od startów w Szwajcarskiej Formule Renault, gdzie ośmiokrotnie stawał na podium, a dwukrotnie na jego najwyższym stopniu. Z dorobkiem 242 punktów uplasował się tam na pierwszej pozycji w klasyfikacji generalnej. W późniejszych latach pojawiał się także w stawce Północnoeuropejskiego Pucharu Formuły Renault 2.0 oraz Europejskiego Pucharu Formuły Renault 2.0. Po 2010 roku rozpoczął karierę w kartingu.

## Statystyki
| Sezon | Seria                                         | Zespół            | Wyścigi | Zwycięstwa | PP | NO | Podium | Punkty | Pozycja |
| ----- | --------------------------------------------- | ----------------- | ------- | ---------- | -- | -- | ------ | ------ | ------- |
| 2007  | Szwajcarska Formuła Renault LO                | Bossy Racing Team | 12      | 2          | 0  | 4  | 8      | 242    | 1       |
| 2008  | Północnoeuropejski Puchar Formuły Renault 2.0 | Krenek Motorsport | 4       | 0          | 0  | 0  | 0      | 12     | 29      |
| 2008  | Europejski Puchar Formuły Renault 2.0         | Krenek Motorsport | 14      | 0          | 0  | 0  | 0      | 0      | NS      |
| 2009  | Północnoeuropejski Puchar Formuły Renault 2.0 | Krenek Motorsport | 4       | 1          | 1  | 0  | 1      | 63     | 20      |
| 2009  | Europejski Puchar Formuły Renault 2.0         | Krenek Motorsport | 14      | 0          | 0  | 0  | 1      | 15     | 13      |
| 2010  | Północnoeuropejski Puchar Formuły Renault 2.0 | Krenek Motorsport | 2       | 0          | 0  | 0  | 1      | 20     | 29      |
| 2010  | Europejski Puchar Formuły Renault 2.0         | Krenek Motorsport | 6       | 0          | 0  | 0  | 1      | 29     | 11      |